# Condado de Buena Vista
El condado de Buena Vista (en inglés: Buena Vista County, Iowa), fundado en 1851, es uno de los 99 condados del estado estadounidense de Iowa. En el año 2000 tenía una población de 20 411 habitantes con una densidad poblacional de 14 personas por km². La sede del condado es Storm Lake.

## Historia
El condado de Buena Vista, fue formado el 15 de enero de 1851 de la tierra abierta. Fue nombrado en memoria de la batalla de Buena Vista en la guerra mexicano-americana.

## Geografía
Según la Oficina del Censo, el condado tiene un área total de 1502 km² (579,9 mi²), de la cual 1489 km² (574,9 mi²) es tierra y 14 km² (5,4 mi²) es agua.

### Condados adyacentes
- Condado de Clay norte
- Condado de Pocahontas este
- Condado de Sac sur
- Condado de Cherokee oeste

## Demografía
En el 2000 la renta per cápita promedia del condado era de $35 300, y el ingreso promedio para una familia era de $41 549. El ingreso per cápita para el condado era de $16 042. En 2000 los hombres tenían un ingreso per cápita de $29 172 contra $20 252 para las mujeres. Alrededor del 10.50% de la población estaba bajo el umbral de pobreza nacional.
| 1900   | 1910   | 1920   | 1930   | 1940   | 1950   | 1960   | 1970   | 1980   | 1990   | 2000   |
| ------ | ------ | ------ | ------ | ------ | ------ | ------ | ------ | ------ | ------ | ------ |
| 16 975 | 15 981 | 18 556 | 18 667 | 19 838 | 21 113 | 21 189 | 20 693 | 20 774 | 19 965 | 20 411 |

## Lugares

### Ciudades pueblos
- Albert City
- Alta
- Lakeside
- Linn Grove
- Marathon
- Newell
- Rembrandt
- Sioux Rapids
- Storm Lake
- Truesdale

### Principales carreteras
- U.S. Highway 71
- Carretera de Iowa 3
- Carretera de Iowa 7
- Carretera de Iowa 10
- Carretera de Iowa 110